# Italia.it
Italia.it è un portale internet dedicato alla promozione turistica dell'Italia via Internet.
Voluto dal governo Berlusconi III, è diventato celebre a causa dell'ingente spreco di fondi pubblici. Prima di cadere, il governo Prodi II, che era subentrato a progetto in corso, decise di dargli nuova vita prevedendone l'attivazione per la fine del 2006, slittata a fine febbraio 2007, per poi chiuderlo meno di un anno dopo.
All'inizio del 2009 il governo Berlusconi IV ha fatto ripartire il progetto con un finanziamento iniziale di dieci milioni di euro, che ha portato alla riapertura del sito nel luglio 2009.
Nel giugno 2012, dopo aver vinto un ricorso per l'attribuzione della gestione editoriale del sito presso il Tribunale amministrativo del Lazio la società Unicity Spa ha assunto l'incarico di riorganizzare il sito e sviluppare nuovi contenuti turistici sotto la supervisione del Ministero del Turismo prima e di quello dei Beni e delle Attività Culturali e del turismo (MIBACT), dopo.

## Storia

### Governo Berlusconi III
Il governo Berlusconi promosse l'idea di pubblicare online un portale che facesse da vetrina per l'Italia all'estero e, tramite uno stanziamento di diversi milioni di euro, affidò la sua realizzazione al consorzio Sviluppo Italia, che a sua volta si rivolse alle ditte IBM Italia S.p.A, ITS S.p.A e Tiscover AG.
Responsabile dello sviluppo del sito fu nominato Lucio Stanca, ex dirigente IBM e ministro per l'Innovazione e le Tecnologie nel secondo e terzo Governo Berlusconi, che nel marzo 2004 ottenne un primo stanziamento di 45 milioni di euro, e successivamente un ulteriore stanziamento di 45 milioni di euro, per arricchire i contenuti del sito con progetti cofinanziati dalle Regioni.
Dopo un'attesa di tre anni, alla fine della legislatura il sito finanziato non era ancora stato pubblicato.

### Governo Prodi II
Ereditato il progetto, dopo qualche mese di gestazione il Governo Prodi lo mise online nel febbraio 2007. Il portale, fin dall'inizio, suscitò accese critiche per le notevole quantità di errori, bug, scarsa qualità progettuale (uso di codice scadente, mancanza di contenuti, poca accessibilità, difetti grafici), mancato rispetto della legge Stanca (promulgata dal responsabile stesso del progetto), vulnerabilità agli attacchi XSS, e altro. A fomentare le polemiche sopraggiunse il fatto che un privato cittadino, una volta visionato il codice del sito, lo riscrisse da solo in una settimana rendendolo molto più funzionale (ed evidenziando ancor più lo spreco di denaro pubblico).
Venne inoltre creato un sito d'inchiesta, con relativo blog, per denunciare pubblicamente lo spreco, chiedendo pubblicamente l'accesso agli atti di realizzazione del progetto.
Nei giorni successivi all'apertura del sito, si registrò anche un fenomeno di Google bombing, per associare il link al portale a un termine volutamente denigratoro. Nonostante le polemiche sorte, il governo preferì non rivelare i documenti riguardanti la vicenda.
Anche il logo, scelto fra varie proposte e particolarmente costoso, fu oggetto di numerose critiche.
Il sito trascinò tra le critiche la propria esistenza per meno di un anno, con ulteriori stanziamenti dichiarati per un totale che giunse fino a 58 milioni di euro, finché non venne chiuso definitivamente nel gennaio 2008.
Dopo appena un mese venne diffusa la volontà di rilanciare il portale affidandolo questa volta all'ENIT, il cui progetto era quello che era stato ideato inizialmente, prevedendo di dare fondi alle regioni perché contribuissero con contenuti. In quell'occasione le regioni rifiutarono creando addirittura un sito concorrente, con ulteriore spreco di fondi; in quest'occasione accettarono, anche in virtù dei fondi stanziati a loro favore per il progetto (un milione di euro per ciascuna regione).

### Governo Berlusconi IV
Caduto il governo Prodi, nel 2009 il Ministro per la Pubblica Amministrazione e l'Innovazione Renato Brunetta ed il Sottosegretario di Stato con delega al Turismo, poi nominata Ministro del Turismo, Michela Vittoria Brambilla siglarono un protocollo d'intesa, stanziando ulteriori 10 milioni di euro per la realizzazione di un nuovo portale, nel quale ospitare i migliori contenuti dall'ormai defunto Italia.it.
Il 15 luglio 2009 venne annunciata la riapertura del portale Italia.it per l'indomani mattina, accompagnata dall'affermazione d'essere il primo stato europeo ad avere un sito ufficiale per il turismo con la possibilità di effettuare tour virtuali a 360° in più di cento località italiane.
Il sito risultò accessibile dal tardo pomeriggio. Italia.it, realizzato in collaborazione con ACI, si presentò per vari mesi nella versione beta (ovvero non definitiva), con valenza di spot del Paese e per aprire la strada al definitivo portale.
A partire dall'8 novembre 2009 il portale Italia.it, con l'aggiunta di nuovi contenuti, mutò di impostazione grafica passando dalla versione beta a quella definitiva.
Il sito, nonostante gli elevati investimenti, presentava tuttavia ancora diverse lacune, errori e imprecisioni, e, come affermato all'interno dello stesso sito, essendo ancora in fase di sviluppo, non rispettava alcuni dei requisiti di accessibilità per disabili previsti dalla legge.

### Governo Monti
Caduto il governo Berlusconi, nel 2011 Ministro del Turismo diventa Piero Gnudi. Il Ministro assume anche le competenze per Italia.it e realizza un corposo studio sul Turismo che prevede 61 azioni per il rilancio del turismo in Italia, ipotizzando un diverso ruolo del sito stesso

### Governo Letta
A Mario Monti, succede Enrico Letta il 28 aprile 2013 e Ministro del Turismo diventa Massimo Bray. Il Ministro si occupa lui stesso del sito e attraverso la redazione editoriale di Unicity e l'assistenza tecnica di ACI - Automobile Club d'Italia ne crea una nuova versione.

### Governo Renzi
Matteo Renzi, nominato presidente del Consiglio il 22 febbraio 2014 affida il dicastero dei Beni e delle attività culturali e del Turismo a Dario Franceschini che diventa il ministro competente per il portale nazionale del turismo Italia.it. Il sottosegretario designato Francesca Barracciu il 25 marzo risponde all'interrogazione della parlamentare M5S Mucci Mara sulla storia e l'evoluzione del sito in cui il sottosegretario chiarisce che finora sono stati spesi circa 20 milioni di euro per la conduzione del portale, che i 21 milioni di euro previsti per la produzione di contenuti da parte delle Regioni non sono mai stati erogati e che il sito, contrariamente alle notizie di stampa non è mai passato sotto la gestione dell'Enit Agenzia Nazionale del Turismo.

### Governo Draghi
Nel 2022, con l'elaborazione del Piano Nazionale di Ripresa e Resilienza, vengono stanziati 114 milioni di euro per il progetto "Digital tourism hub", che include un rinnovamento del sito.